# Isla de Club Penguin
Isla de Club Penguin, también conocido como Club Penguin Island en su versión inglesa, ICP como abreviatura o Proyecto: Supersecreto durante su desarrollo, fue un videojuego multijugador masivo en línea ("MMOG") y el sucesor oficial de Club Penguin. El juego fue lanzado a nivel mundial el 29 de marzo de 2017 y fue creado por Disney Canada Inc. con el objetivo de mantener la franquicia de Club Penguin viva tras el cierre necesario de su predecesor, Club Penguin. El período de prueba beta pública del juego tuvo lugar en Australia y Nueva Zelanda desde el 15 de diciembre de 2016 hasta su lanzamiento mundial, y en Canadá desde el 13 de enero de 2017 hasta su lanzamiento mundial. El juego quedó suspendido el 20 de diciembre de 2018.
La jugabilidad es similar a la del Club Penguin original, aunque se ejecuta con el motor de videojuego Unity en lugar de Adobe Flash Player.
Isla de Club Penguin recibió diversas opiniones de los críticos y muchas críticas negativas en su lanzamiento mundial por parte de algunos de los antiguos jugadores de Club Penguin por no ser como la versión original.
Las actualizaciones 1.8, lanzadas el 30 de noviembre de 2017, recibieron críticas positivas por agregar funciones solicitadas por los fanáticos y por el lanzamiento de una versión para PCs con Windows y Mac del juego.
El 27 de septiembre de 2018, Disney confirmó la inminente descontinuación de Isla de Club Penguin en una carta obtenida por el sitio web Kotaku, así como en una publicación oficial de su blog "Noticias de la isla". La aplicación fue retirada de Google Play y App Store el 20 de noviembre de 2018. La descarga para la versión de escritorio y la página web fueron retiradas el 20 de diciembre de 2018.
El 5 de noviembre de 2018, la actualización final (la versión 1.13.0) fue lanzada, incluyendo un modo sin conexión, permitiendo que el juego pueda seguir estando disponible con una experiencia individual. A las 10:00 a. m. en la hora oficial del juego del 20 de diciembre de 2018, Isla de Club Penguin cerró sus servidores. Todos los usuarios que se encontraban jugando a Isla de Club Penguin en ese momento recibieron un mensaje de error que les decía que la conexión se había perdido. El modo sin conexión fue activado el 21 de diciembre de 2018. Excluyendo el mensaje de retiro en la página de soporte anterior, todas las URL de Isla de Club Penguin fueron redirigidas a la página web oficial de Disney hasta la fecha. Debido a la descontinuación, el 15 de marzo de 2019 se abrió un servidor no oficial, Club Penguin Island Forever, que permite a los usuarios jugar juntos de nuevo.

## Historia
El juego fue originalmente llamado bajo el nombre en clave de Proyecto:Supersecreto o Proyecto Ultrasecreto, usado por primera vez en 2014 y promocionado con adelantos en junio de 2015. Sin embargo, el Proyecto:Supersecreto fue inicialmente llamado a ser Disney Mix, con el desarrollo real del juego confirmado para comenzar en 2015. El 17 de noviembre de 2016, se reveló que el proyecto era Isla de Club Penguin. La página web oficial del juego fue abierta y se inició un registro previo que permitía a los jugadores registrar previamente su cuenta para el juego. Al registrarse previamente, los jugadores recibirían el Sombrero beta, un conjunto de seis emoticonos y 100 monedas. Además, los jugadores tuvieron la opción de conectar sus cuentas de Club Penguin con su cuenta de Isla de Club Penguin. Si esto se hacía, el registro previo también les otorgaría la Chaqueta de graduado, con un número en la parte posterior que muestra el número de años que ha existido la cuenta de Club Penguin asociada. La preinscripción finalizó el 29 de marzo de 2017.
La versión beta cerrada del juego tuvo lugar entre su anuncio y diciembre de 2016 en América del Norte.
Una "geo-beta" semiprivada tuvo lugar en Australia y Nueva Zelanda entre el 15 de diciembre de 2016 hasta su lanzamiento mundial. Esta beta fue extendida para los usuarios de iOS en Canadá el 13 de enero de 2017.
Los servidores Flash del juego original se desconectaron el día del lanzamiento de Isla de Club Penguin el 30 de marzo de 2017 a las 12:01:39 a. m. PT (7:01:39 a. m. UTC).
El 13 de noviembre de 2017, se anunció en una trasmisión en directo en el perfil oficial de Facebook del juego que una versión para escritorio de Isla de Club Penguin se lanzará el mismo día del lanzamiento de las versiones 1.8.
El 30 de noviembre de 2017, la versión para escritorio fue lanzada como una versión beta abierta, permitiendo a los jugadores informar de errores para un lanzamiento completo en una fecha posterior.
El 27 de septiembre de 2018, Disney confirmó en una carta a Disney Canada Inc., obtenida por el sitio web Kotaku, que Isla de Club Penguin cerraría. Disney mencionó la "competencia global" como un factor en su decisión.
El 12 de octubre de 2018, la fecha de cierre fue revelada, siendo esta el 20 de diciembre de 2018. También se anunciaron unas dos últimas fiestas en el juego, la "Noche de Brujas 2018" y la "Fiesta Sigan pingüineando".
La aplicación móvil se eliminó de Google Play Store y App Store el 20 de noviembre de 2018, un mes antes del cierre de los servidores.
El juego fue cerrado el 20 de diciembre de 2018 y ya no está disponible para jugar en línea (de manera oficial).
El modo sin conexión se inició el 21 de diciembre, guardando todas las cuentas/pingüinos de los jugadores para poder seguir siendo jugadas individualmente tras el cierre.
Las cuentas oficiales de Twitter e Instagram de Club Penguin quedaron abandonadas y privatizadas, de manera que nadie que no las siguiera pueda ver su contenido. La cuenta oficial de Facebook y en canal oficial de YouTube del juego fueron eliminados.
El 15 de marzo de 2019 se consiguió crear un servidor no oficial dentro del juego mediante el modo sin conexión oficial implantado en la última versión 1.13.0., llamado Club Penguin Island Forever, permitiendo a los jugadores incluidos en este servidor jugar juntos nuevamente. Sin embargo, este servidor carece de algunas de las características del juego cuando se encontraba en línea, como un filtro de chat o iglús.

## Trama y jugabilidad
Isla de Club Penguin se divide en varias zonas y áreas diferentes y contiene una variedad de características. Cada jugador tiene un nivel de pingüino que es una medida de su progreso. El progreso aumenta a medida que el jugador completa Aventuras y Desafíos diarios. Cada vez que un jugador alcanza un nuevo nivel, recibe una recompensa en forma de paquete, que contiene varios elementos, como emoticonos o telas. Todas las recompensas, aparte de los emoticonos en estos paquetes, requieren una membresía para poder ser usadas.

### Personalización de ropa
El Personalizador de ropa, conocido como El Diseñador en las pantallas de carga, es una función en Isla de Club Penguin que los jugadores pueden usar para crear ropa, utilizando modelos como base y, opcionalmente, telas y/o calcomanías. Todos los jugadores pueden usar el personalizador, aunque solo los socios pueden utilizar todo el contenido que van desbloqueando. Los socios tienen la capacidad de vender su ropa y comprar ropa presentada por otros jugadores. Cada día, había un tipo diferente de catálogo, con una temática distinta. La temática del catálogo determinaba qué planos, telas y calcomanías se podían usar. El catálogo fue eliminado tras la introducción del modo sin conexión.

### Aventuras
Aventuras, también conocidas como misiones, y prefijadas con Ep. (abreviatura de episodio) son actividades en Isla de Club Penguin en las que los jugadores pueden participar tras hablar con los personajes que las ofrecían. Las aventuras involucran a los jugadores viajar alrededor de la isla, completar tareas y resolver problemas. Completar aventuras produce monedas y EXP, y también otras recompensas, como un artículo único. Los socios pueden participar en todas las aventuras. Sin embargo, tras el descontento general, a los jugadores no socios se les otorgó la capacidad de poder participar en la primera aventura que ofrecía cada personaje.

### Desafíos diarios
Los Desafíos diarios eran actividades en Isla de Club Penguin en las que los jugadores podían participar diariamente. Cada desafío requería que los jugadores realizasen ciertas acciones para completar, y cada una producía una recompensa en monedas y EXP, aunque algunos desafíos comunitarios no producen EXP. Había un conjunto de cuatro desafíos por día, y estos desafíos cambiaban cada medianoche en el Horario Oficial Pingüino (PST). Se podía acceder a ellos a través del Teléfono de ICP, que mostraba una pestaña de los desafíos del día. Completar desafíos era una de las formas en que los jugadores pueden subir de nivel. Los desafíos diarios fueron eliminados tras la introducción del modo sin conexión.

### Coleccionables
Dispersos por toda la isla hay artículos coleccionables que pueden cambiarse por monedas en una de las zonas de la isla, el Paseo del Faro. Cada coleccionable tiene un determinado valor en monedas, ubicación, cantidad disponible por zona y tiempo de reaparición.

### Iglús
A cada jugador se le proporciona un iglú como hogar, que tanto los socios como los no socios pueden personalizar. Los socios tienen la capacidad de elegir entre muchas variantes de iglú, así como comprar artículos de un catálogo completo de muebles, localización, terreno y más. Los jugadores no socios pueden comprar dos tipos de iglús y artículos disponibles para todos en el catálogo. Los artículos se pueden comprar con monedas virtuales que se obtienen participando en actividades, recolectando monedas a lo largo de las zonas e intercambiando objetos coleccionables en el puesto de intercambio. Al igual que su predecesor, Club Penguin, cualquiera puede acceder al iglú de otro jugador en la Isla de Club Penguin usando el botón de iglú en su tarjeta de jugador, siempre que el jugador haya seleccionado hacer público su iglú. Tras la introducción del modo sin conexión, solo es posible acceder al iglú del jugador, ya que no hay otros jugadores con los que acceder a sus iglús.

### Equipo
El Equipo es un tipo de elemento que los socios pueden usar para realizar diversas acciones. El Equipo que se obtiene subiendo de nivel o completando las aventuras es portátil y se puede utilizar en cualquier lugar de la isla. También hay equipamiento que se puede encontrar en ciertos lugares y se puede usar incluso si el jugador aún no lo ha obtenido. Tras el descontento general, a los jugadores no socios se les otorgó la capacidad de poder utilizar un tipo de equipamiento, el Taladro.

### Eventos
Los eventos eran ocasiones especiales con las que se celebraba alguna temática en la isla. Los eventos se llevaban a cabo en las zonas. En la mayoría de los casos, uno o más artículos gratuitos estaban disponibles para que todos los jugadores los pudieran obtener. Algunos eventos incluían misiones en las que todos los jugadores podían participar. Un ejemplo de esto fue la Noche de Brujas 2017, en la que todos los jugadores tenían que unirse para hacer frente a unos fantasmas que acechaban en una de las zonas de la isla, la Central de la isla. Al igual que su predecesor, el juego también organizó algunos eventos patrocinados por Disney.

### Suministros para fiestas
Los Suministros para fiestas son artículos consumibles que los socios pueden comprar en las tiendas y usar, cada uno con diferentes efectos. Los artículos para fiestas incluyen artículos como fuegos artificiales, comida y juegos para fiestas.

### Juegos
La Isla de Club Penguin contiene una variedad de juegos, ocho de los cuales están disponibles para todos los jugadores. La mayoría de estos juegos recompensan a los jugadores con monedas y EXP tras finalizarse. Tanto los socios como los no socios pueden comprar y usar los tres juegos de fiesta "Búsqueda de canicas", "Tinta o nado" y "4 en fila fósil", que ya no pueden ser jugados tras la introducción del modo sin conexión, ya que requieren al menos de dos jugadores para jugar. También hay juegos que están incorporados a las zonas de la Isla de Club Penguin, como la Batalla de baile, un juego de memorización multijugador en el que todos pueden jugar, que quedó inactivo tras la introducción del modo sin conexión, o las Carreras de flotador, otro juego multijugador que al principio era exclusivo para socios pero que, tras el descontento general, quedó disponible para todos los jugadores en la versión 1.10.0. Otros juegos para todos incluyen las carreras subacuáticas, el juego de blancos de Crate y cía y "Gira-o-Flota", que involucra a los jugadores intentar derribar a sus oponentes de una plataforma flotante.

### La Isla en Directo
La Isla en Directo es una característica agregada en la actualización 1.8 del juego. Es la sucesora del Teléfono de ICP que se agregó en la actualización 1.2. Se puede acceder haciendo clic en el icono de un teléfono en la esquina superior izquierda de la pantalla. Muestra información sobre los eventos en vivo que tienen lugar en la Isla de Club Penguin, los Desafíos diarios y contiene una variedad de aplicaciones, como los "Amigos", el blog "Noticias de la isla" y los "Ajustes".

### Membresía
Los ingresos del se obtenían principalmente a través de suscripciones de pago, llamadas membresías, siendo estas más baratas que las de su predecesor. Estas eran de pago por semana, por mes, tres meses, seis meses o por año, aunque el acceso gratuito al juego era gratis. La membresía permitía el acceso de los jugadores a una serie de características adicionales. Esto incluye diseñar y vestir toda la ropa, comprar suministros para fiestas, participar todas las aventuras, completar todos los desafíos diarios, la capacidad de usar todo el equipo y más. Los pingüinos con una membresía pagada eran denominados "socios", mientras que los jugadores que no tenían de una membresía se denominaban "no socios", al igual que en el clásico Club Penguin.
Aunque los socios ganaban funciones adicionales, los jugadores sin membresía podían obtener artículos de un evento, como camisetas que luego podían vestir, personalizar ciertos artículos en el Personalizador de ropa, jugar la primera aventura de cada personaje que las otorgaba, usar Suministros para fiestas ofrecidos por los socios, personalizar un iglú (del que cualquiera podía visitar) con cualquier cantidad de una selección de artículos de iglú para todos, participar en todos los juegos, usar el equipo del Taladro, comprar y jugar juegos de fiesta, unirse a Gira-o-Flota, explorar todas las zonas de la isla, chatear con otros jugadores, alcanzar el nivel de pingüino máximo disponible y participar en algunos de los Desafíos diarios. Después de la actualización 1.10.1, los no socios que se inscribieron durante el período de preinscripción se les concedió la capacidad de poder vestir el Sombrero beta, y si conectaron sus nombres de usuario de Club Penguin para usarlos Isla de Club Penguin, poder vestir la Chaqueta de graduado.
Todos los jugadores recibieron automáticamente una membresía gratuita e ilimitada el 5 de noviembre de 2018, transferida al modo sin conexión. Los reembolsos de los pagos realizados por los días restantes de membresía a partir del 6 de noviembre de 2018 fueron procesados.

### Modo Debug
El modo Debug es una característica introducida en la versión 1.13.0. que permite el uso de varias herramientas especiales. Este modo era exclusivo para los desarrolladores y moderadores cuando el juego se encontraba en línea. El modo Debug permite prácticamente poder realizar todo lo que un jugador jamás podría hacer, como agregar una cantidad de monedas virtuales, artículos, teletransportarse por la isla, cambiar el ángulo de la cámara del juego o cambiar la aceleración del juego, entre otros.

### Modo sin conexión
El modo sin conexión fue introducido el 21 de diciembre de 2018, un día después del cierre de los servidores del juego. Este modo permite que el juego pueda seguir siendo accesible individualmente, y por lo tanto, sin conexión a Internet. Con la incorporación de este modo, varias de las características que podían ser usadas en el modo en línea fueron eliminadas o quedaron inutilizadas, como la lista de amigos, los desafíos diarios, los juegos de fiesta, el catálogo o el filtro de chat, que bloqueaba todas aquellas palabras ofensivas y aplicaba suspensiones a los jugadores. En este modo también se ha incluido la capacidad de poder cambiar la apariencia de la isla entre su modo normal y con la temática de la "Fiesta Sigan pingüineando", así de como poder ver los créditos del juego, que explican lo que les pasará a los personajes en un futuro, un listado de todo el personal que trabajó en Isla de Club Penguin y Club Penguin y los agradecimientos.